# Desposini
Nella chiesa cristiana delle origini, col termine Desposini (dal greco δεσπόσυνοι, desposynoi, plurale di δεσπόσυνος, che significa «di, o appartenente al Maestro o al Signore») venivano denominati i discendenti dei parenti di sangue di Gesù, che all'epoca si presume fossero ancora in vita.
Il termine compare a partire da un riferimento di Sesto Giulio Africano, scrittore dell'inizio del terzo secolo, che lo coniò in una lettera ad Aristide, riportata in un brano di Eusebio di Cesarea. In questo contesto si parla delle deviazioni negli alberi genealogici di Gesù nei Vangeli secondo Matteo e Luca: nel popolo ebraico si sarebbero tramandati vasti documenti genealogici, ma Erode li avrebbe fatti distruggere per risentimento, «piccato del fatto di essere
di origine oscura». «Alcuni però», continua Africano, «poiché avevano ottenuto documenti privati preservati mediante l'uso di copie, potevano vantarsi di aver salvato la memoria della loro nobile stirpe. Tra questi furono menzionati quelli che furono chiamati parenti principali (δεσπόσυνοι) a causa della loro parentela con la famiglia del Salvatore e che si diffusero dai villaggi ebrei di Nazareth e Kochaba nel resto del paese, sicché la genealogia attuale è in parte basata sulla memoria orale, in parte tramandata al meglio nei loro libri di famiglia».
Presumibilmente i membri di questa famiglia avevano una speciale posizione di prestigio nel cristianesimo ebraico delle origini; secondo Gregorius Bar-Hebraeus, a Seleucia al Tigri nel III secolo d.C. si succedettero in carica tre vescovi che si reputavano discendenti del falegname Giuseppe di Nazareth; i loro nomi erano Abrisius, Abramo e Giacomo.

## Testimonianze di Sesto Giulio Africano
I riferimenti di Sesto Giulio Africano ai Desposini sono riportati nella Storia ecclesiastica di Eusebio di Cesarea:
Provenienti da Nazara e Cochaba, villaggi della Giudea, ed essendosi diffusi in altre parti del mondo, essi ricavarono la predetta genealogia dalla memoria e dal libro delle registrazioni giornaliere quanto più possibile fedelmente. Se quindi il fatto è questo o meno, nessuno è in grado di fornire una spiegazione migliore, in base alla mia opinione, e quella di un'altra persona sincera. E questo deve bastarci, poiché, sebbene non possiamo reclamare alcuna testimonianza a suo sostegno, non abbiamo niente di meglio o di più vero da offrire. Ad ogni modo i Vangeli affermano la verità".
E alla fine della stessa epistola Africano aggiunge queste parole: "Matthan, che discendeva da Salomone, generò Giacobbe. E quando Matthan morì, Melchi, che discendeva da Nathan generò Eli dalla stessa donna. Eli e Giacobbe furono pertanto fratelli uterini. Eli morì senza figli, per cui Giacobbe procreò a lui un discendente, generando Giuseppe, suo figlio per la natura, ma figlio di Eli secondo la Legge. Così Giuseppe fu figlio di entrambi".»
(Eusebio, Storia ecclesiastica, 1, 7, 13-16)

## Testimonianze di Egesippo
Eusebio preservò anche un estratto da un'opera di Egesippo (110–180 circa), che scrisse cinque libri (andati perduti, tranne che per qualche citazione riportata da Eusebio) di Commentari sugli Atti della Chiesa. L'estratto fa riferimento al periodo che va dal regno di Domiziano (81–96) a quello di Traiano (98–117):
Egli chiese dunque loro se erano parte della famiglia di Davide; ed essi confessarono di esserlo. Quindi egli chiese loro che proprietà avessero o quanto denaro possedessero.  Entrambi risposero che possedevano solo 9000 denari tra tutti e due, ciascuno di essi possedendo metà della somma; ma dissero anche che non li possedevano in liquidi, ma come stima di un terreno che essi possedevano, consistente in 100 plethra (pari a circa 3500 metri), dalla quale dovevavno pagare le tasse, e che mantenevano con il loro lavoro. A questo punto essi sporsero in fuori le loro mani mostrando, come prova del loro lavoro manuale, la ruvidezza della loro pelle, e i calli resciuti sulle loro mani a causa del loro costante lavoro.
Richiesti quindi di parlare di Cristo e del Suo regno, quale fosse la sua natura, e quando e dove sarebbe apparso, essi dissero che esso non era di questo mondo, né della terra, ma appartenente alla sfera del cielo e degli angeli, e che avrebbe fatto la sua comparsa alla fine dei tempi, quando Egli sarebbe tornato in gloria, a giudicare i vivi e i morti e a rendere a ciascuno secondo il corso della propria vita.
A questo punto Domiziano non li condannò, ma li trattò con disprezzo, perché troppo poco degni di considerazione, e li mandò liberi.  Contestualmente emise un ordine, e mise fine alle persecuzioni contro la Chiesa.
Quando essi furono rilasciati essi divennero capi delle chiese, come era naturale nel caso di coloro che erano al contempo martiri e congiunti del Signore.  E, dopo la restituzione della pace alla Chiesa, le loro vite si prolungarono fino al regno di Traiano.»
(Eusebio, Storia Ecclesiastica, 3, 20)

## I Desposini e la Chiesa cristiana
La dichiarazione di Egesippo sostiene che i due Desposini portati davanti a Domiziano divennero «capi delle chiese».
Anche in un'epoca precedente, Giacomo, noto come "fratello del Signore", e che si dice fu premiato con una speciale apparizione da parte di Gesù risorto, fu con San Pietro un capo della chiesa a Gerusalemme e, quando Pietro partì, Giacomo appare come la principale autorità e fu tenuto in grande considerazione dai Giudeo-cristiani. Egesippo riporta che egli fu giustiziato dal Sinedrio nel 62.
È probabile che altri parenti di Gesù godessero di qualche forma di responsabilità all'interno delle vicine comunità Cristiane, fino a che tutti i Giudei furono espulsi dalla regione dopo la rivolta Giudea durante il regno di Adriano.